# Ташмухамедов Жамшид Шухратович
Ташмухамедов Жамшид Шухратович (англ. Tashmukhamedov Jamshid; род. 16 июля 2003, Ташкент, Узбекистан) — узбекский фигурист сборной команды, выступающий в парном катании с Анастасией Сазоновой. Трехкратный чемпион Узбекистана в юниорском разряде (2021, 2022, 2023), участник и призер международных соревнований. Участник юниорской серии Гран При, участник открытых Азиатских соревнований. Кандидат в мастера спорта Узбекистана.

## Биография
Родился 16 июля 2003 года в Ташкенте. Встал на коньки в возрасте 6 лет, до 12 лет активно катался в одиночном катании, с 12 лет начал кататься в паре с Анастасией Сазоновой. На фигурное катание отвела мама, начинал кататься на синтетическом катке. Студент Узбекского Государственного университета физической культуры и спорта.
Спортивная пара считается единственной в Центральной Азии на данный момент. Тренер Сазонова Ирина Васильева (Шишова), участник Чемпионата Мира среди юниоров (4 место).

## Спортивные достижения в одиночном катании
| Категория       | Событие                          | Год  | Локация  | Результат |
| --------------- | -------------------------------- | ---- | -------- | --------- |
| Basic novice A  | Golden Cup Dubai                 | 2013 | Дубай    | 1 место   |
| Basic novice A  | 8th Santa Claus Cup              | 2014 | Будапешт | 4 место   |
| Advanced novice | Rostelecom Crystal Skate         | 2015 | Саранск  | 8 место   |
| Basic novice A  | Asian Open Figure Skating Trophy | 2015 | Бангкок  | 5 место   |
| Advanced novice | Ice Star                         | 2016 | Минск    | 10 место  |

## Спортивные достижения в парном катании
| Категория             | Событие                        | Год  | Локация    | Результат |
| --------------------- | ------------------------------ | ---- | ---------- | --------- |
| Advanced novice pairs | 37th Volvo Open Cup            | 2018 | Рига       | 2 место   |
| Advanced novice pairs | Открытый Чемпионат Узбекистана | 2021 | Ташкент    | 1 место   |
| Junior pairs          | JGP Krasnoyarsk                | 2021 | Красноярск | 6 место   |
| Junior pairs          | JGP Linz                       | 2021 | Линц       | 13 место  |
| Junior pairs          | Открытый Чемпионат Узбекистана | 2022 | Ташкент    | 1 место   |
| Junior pairs          | JGP Riga Cup                   | 2022 | Рига       | 4 место   |
| Junior pairs          | Чемпионат Узбекистана          | 2023 | Ташкент    | 1 место   |
| Junior pairs          | JGP Budapest                   | 2023 | Будапешт   | 13 место  |